# スカイライン (フランクフルト空港)

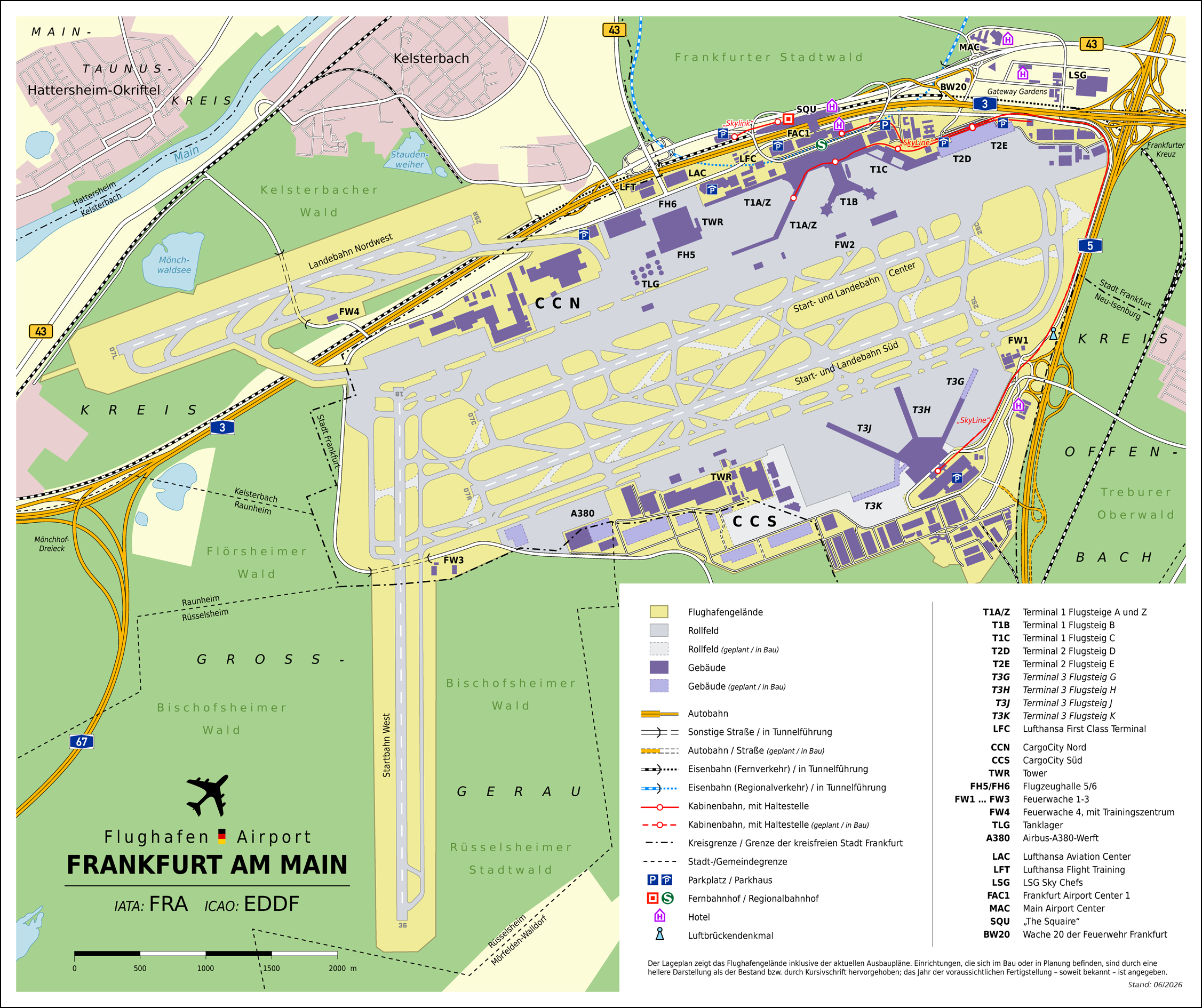
フランクフルト空港の地図に描かれたスカイライン（赤線）

スカイライン（独・英: SkyLine）は、ドイツ連邦共和国ヘッセン州フランクフルト・アム・マインのフランクフルト空港で運行されている、1994年に開業した無料の自動シャトル鉄道サービスである。
当システムは、VALシステムを元に構築している。車両はボンバルディアCX-100が使われている。
路線は2つの空港ターミナル間を8分以内で連絡している。運転間隔は90秒。
フランクフルト空港を利用する年間6,000万人の旅客および75,000人の従業員が、スカイラインで年間1,000万人の輸送量を生み出している。

## 駅一覧
- ターミナル1、コンコースA, Z（旅客専用）
- ターミナル1、コンコースB, C（遠距離駅および近距離駅に乗り換え）
- ターミナル2、コンコースD, E

## 延伸計画
ターミナル3の建設に併せて路線延伸が計画されており、現在建設が進められている。ターミナル2からターミナル3、またターミナル2からフランクフルト空港近距離駅への路線が建設中である。

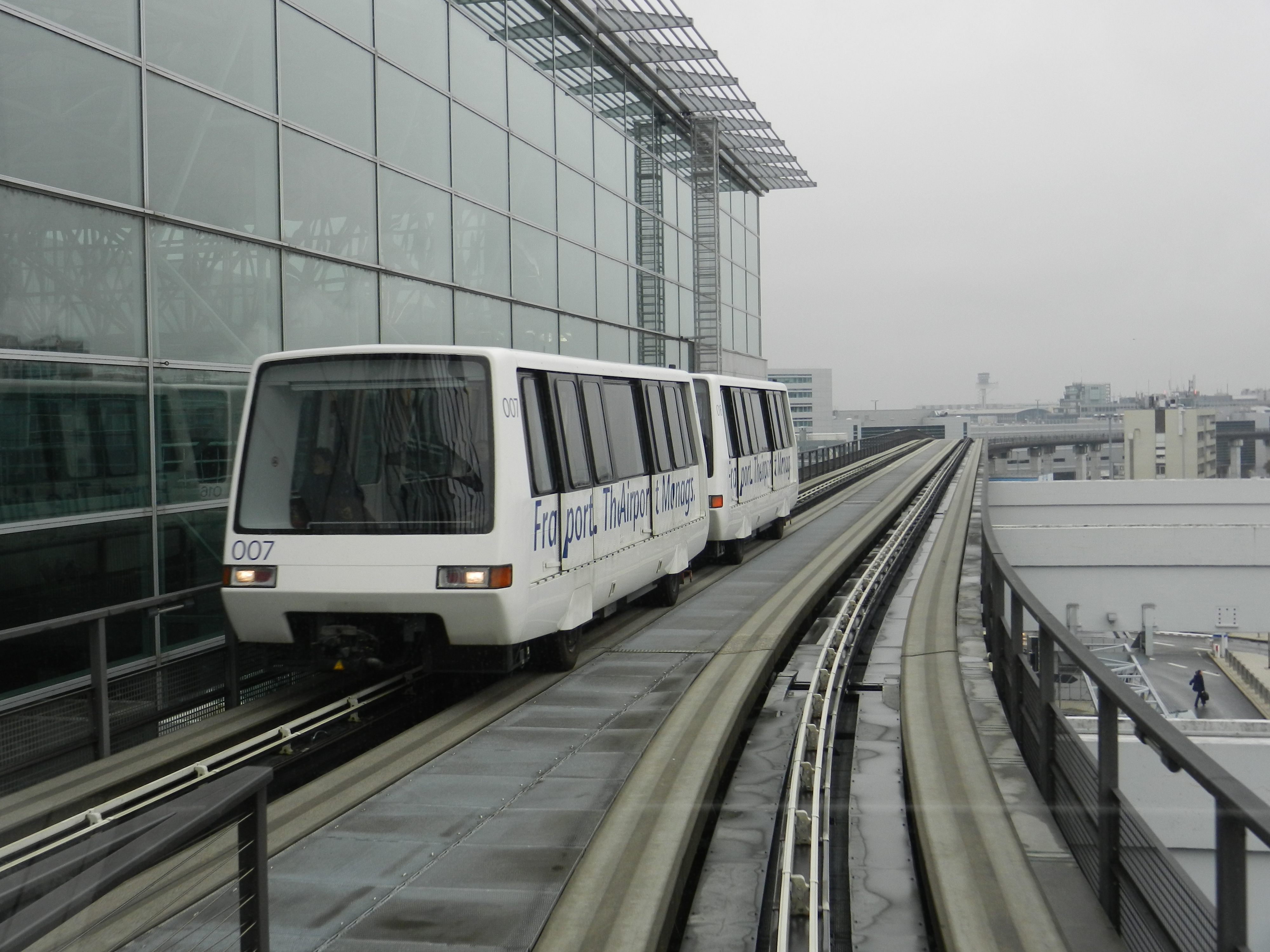
スカイライン車両